# Ravine Caca
Ravine Caca (auch: Ravine Coco) ist ein kurzer Fluss an der Ostküste von Dominica im Parish Saint Patrick.

## Geographie
Die Ravine Caca entspringt an einem südlichen Ausläufer von Foundland, dem Fabre Hill und verläuft nach Süden. Bereits nach wenigen hundert Metern mündet er bei Retireau in den Atlantik. Der Bach entsteht aus zahlreichen kleinen Quellbächen, die Fächerförmig aus der Anhöhe des Fabre Hill zusammenfließen.
Der nächste benachbarte Fluss im Norden ist der Savane River. Und nach Osten schließen sich einige kleine Bäche, unter anderem die Ravine Fabre an. Im Westen verläuft der Malabuka River.